# 水曜ロードショー (日本テレビ)
『水曜ロードショー』（すいようロードショー）は、1972年4月5日から1985年9月25日まで、日本テレビ系列で、毎週水曜の21:00 - 22:54（JST、拡大・遅延の場合あり）に放送されていた映画番組である。

## 概要
1972年4月5日から1985年9月25日まで放送された。放送開始から2年間は21:30 - 22:56の90分間(実質:86分)の放送だったが、21:00 - 21:30に放送していた『東芝ファミリーホール特ダネ登場!?』の19:30 - 20:00への移動により1974年4月3日放送分以降は21:00からの120分(2時間、実質:115分→114分→112分)となった。
放送開始から半年経った10月4日の放送分『続・黄金の七人』から、映画解説者として映画評論家の水野晴郎が登場した。エンディングの解説・次週予告の後、締めくくりに放つ台詞「いやぁ、映画って本当にいいもんですね!」は、彼のトレードマークとなる。
1983年、参議院議員選挙に出馬するために水野は6月1日の放送をもって一旦降板する。降板後しばらくの間はレギュラーの解説者を設けず、当時日本テレビのアナウンサーであった福留功男が代理で解説を務めていた回もあった（1983年6月15日放送）。これについて、出馬することを突然伝えてきたため番組スタッフの間では大混乱になったという。
同年8月10日から1984年8月1日までは愛川欽也、10月3日から1985年3月27日までは映画評論における水野の師匠である堀貞一郎が代役を務めた。なお、愛川・堀が担当した期間は水野の「いやぁ、映画って…」にあたる締めくくりの台詞はなく、次週予告からそのままキャスト・スタッフテロップになっていた。水野は前述した選挙に落選したため、1985年4月3日放送の『クレイマー、クレイマー』のテレビ初放送の回から復帰した。
映画放送後には「水野晴郎の映画がいっぱい」というコーナーもあった。
『水曜ロードショー』のタイトルは、その後1989年10月4日から1993年9月29日まで同じタイトルでTBS系で放映されていた。
上述の通り1985年9月25日で終了。10月4日からは、放送曜日を金曜へ移動した『金曜ロードショー』となり、現在も放送が続いている。
『今夜のロードショー』は21:00から3分間、この日に放送する内容の見所を紹介していたが、秋田放送他ではこの部分を放送しておらず、OPアニメからのスタートになっていた（遅れネットの地域を除く）。

## 水曜特別ロードショー
超大作映画を放送する場合、日本テレビ製作のヒット作を放送する場合、亡くなった名優の作品（主に追悼特別企画）を放送する場合、映画として公開されていない当番組のための撮り下ろし作品を放送する場合などは『水曜特別ロードショー』と題した。
1982年10月6日の『八甲田山』（1977年公開）では、19時30分から、途中NNNニューススポットと天気予報をはさんで、3時間半の拡大放送となった。
映画以外には1984年1月4日に、千葉真一主演のテレビドラマ『素晴らしきサーカス野郎』が“ドラマスペシャル”として同枠で放映された。

## 映画解説者
- 水野晴郎（1972年10月4日 - 1983年6月1日）
- 愛川欽也（1983年8月10日 - 1984年8月1日）
- 堀貞一郎（1984年10月3日 - 1985年3月27日）[注 4]
- 水野晴郎（1985年4月3日 - 1985年9月25日）

## 放送時間
※放映作品によって拡大・遅延の場合あり。
| 放送期間                      | 放送時間               |
| ----------------------------- | ---------------------- |
| 1972年4月5日 - 1972年9月27日  | 21:30 - 22:56（86分）  |
| 1972年10月4日 - 1974年3月27日 | 21:30 - 22:55（85分）  |
| 1974年4月3日 - 1975年9月24日  | 21:00 - 22:55（115分） |
| 1975年10月1日 - 1980年3月26日 | 21:00 - 22:54（114分） |
| 1980年4月2日 - 1985年9月25日  | 21:02 - 22:54（112分） |

## 歴代高視聴率獲得作品
ビデオリサーチによる。関東地区。
| 順位 | 放送日        | タイトル                       | 視聴率 | 備考 |
| ---- | ------------- | ------------------------------ | ------ | ---- |
| 1    | 1981年9月30日 | ジョーズ（1975年）             | 37.7%  |      |
| 2    | 1980年4月16日 | 幸福の黄色いハンカチ（1977年） | 37.3%  |      |
| 3    | 1980年4月9日  | あゝ野麦峠(1979年）            | 34.3%  |      |
| 4    | 1983年10月5日 | スター・ウォーズ（1977年）     | 32.4%  |      |

## オープニングおよびエンディングの映像
| | オープニング内容         | 期間                       | 番組テーマ曲                                     | 備考 |
| --- | ------------------------ | -------------------------- | ------------------------------------------------ | --- |
| 初代 | 未詳                     | 1972年4月5日 - 1976年9月   | ヘンリー・マンシーニ （作曲） 「大洋のかなたに」 | フィリップス・レコードのLPレコード「水曜ロードショー グレート･スクリーン･テーマ」に番組オープニングテーマとして収録されている。 |
| 2代目 | 夕日と海とヨットハーバー | 1976年10月 - 1985年9月25日 | ニニ・ロッソ （作曲・演奏） 「水曜日の夜」       | フィルム映像。 1977年の間は、オープニングとエンディング映像の他に、水野による前解説でのBGMとして使用されていた。稀に、提供がA枠からB枠へ代わる中間の提供クレジットの時にも使用されていた。（原則的に、放送している映画の劇伴や主題歌を用いていた。） 楽曲のシングルレコードには、番組のエンドカードの画像がそのまま使われている。 |
| - 『水曜ロードショー』時代のオープニングフィルムは提供クレジット挿入時に映像がブラックバック（実際は闇の中の桟橋の映像であり、かすかに街灯に照らされた様子が見える）に変わるスタイルが採用されており、このスタイルは『金曜ロードショー』になってからもしばらく続いていた。 |                          |                            |                                                  | |

## 番組進行の流れ
当初の放送時間は、21:00（1972年4月5日の放送開始時から1974年3月27日放送分までは、放送開始時刻は21:30からであった。水野晴郎による放映作品の解説が始まったのは、『続・黄金の七人 レインボー作戦』を放映した1972年10月4日放送分からである）から番組の放送が始まり、オープニング（OP）映像の後、一旦CMを挟んで、水野本人によるその日の放映作品についての解説（基本的には「ご機嫌いかがですか。水野晴郎です。」の挨拶の台詞からスタートした）があり、それから本編が開始する形になっていた。その後、『水曜ロードショー』時代の1980年4月16日放送分（放映作品は『幸福の黄色いハンカチ』）からは、21:00からニュース番組（『金曜ロードショー』になってからは、のちに、放映作品のミニ宣伝番組を放送するようになった）を放送した後、21:02（のちに21:03）から番組がスタートするようになったが、オープニング映像→CM→水野晴郎による解説→本編スタートという流れに変更はなかった。ただし、『水曜特別ロードショー』として時間枠を拡大するなどして放送する場合には、水野晴郎による解説の後、再び一旦CMを挟んでから、本編の放送が始まることもあった。
また、映画本編の終了後には、再び、水野本人によるその日の放映作品についての解説があり、その後、水野本人による次回放映作品の紹介、その後、まれに「水野晴郎の映画がいっぱい」コーナーなどを経て、最後は水野本人による「いやぁ、映画って本当にいいもんですね! それではまた、ご一緒に楽しみましょう。」という締めくくりの台詞で終わるのが基本的なパターンとなっていた。

## タレント吹き替え
- 菅貫太郎 - 『白鯨』、『午後の曳航』
- 長谷川哲夫 - 『白鯨』
- 中谷一郎 - カーク・ダグラスの吹き替え（『OK牧場の決斗』、『ガンヒルの決斗』、『ザ・ビッグマン』）
- 織本順吉・永井智雄（『パットン大戦車軍団』）※1974年版
- 藤木悠 - 『エル・ドラド』
- 栗原小巻 - 『風と共に去りぬ』
- 小川眞由美 - 『クレオパトラ』
- 杉田かおる - 『緑園の天使』
- 青木義朗 - バート・ランカスターの吹き替え（『OK牧場の決斗』、『カサンドラ・クロス』、『ドクター・モローの島』）
- 水原英子 - 『OK牧場の決斗』
- ハナ肇 - 『ジャッカルの日』
- 山口百恵・三浦友和 - 『ある愛の詩』
- 奈良岡朋子・福田公子 - 『カサンドラ・クロス』
- 柴田恭兵 - 『スティング』
- 柴俊夫 - 『ドラゴンへの道』
- 野口五郎・桜田淳子 - 『グリース』
- 渡辺徹・大場久美子・松崎しげる - 『スター・ウォーズ エピソード4/新たなる希望』
- 紺野美紗子・鶴見辰吾 - 『エンドレス・ラブ』

## ネット局
略称・系列・放送日時（基本）は『水曜ロードショー』としての最終回時点、打ち切り局は打ち切り時点。

備考欄の※印は開局と同時にネット開始した局。
| 対象地域       | 放送局                    | 系列                                         | 放送日時（基本）   | 備考 |
| -------------- | ------------------------- | -------------------------------------------- | ------------------ | --- |
| 関東広域圏     | 日本テレビ（NTV）         | 日本テレビ系列                               | 水曜 21:02 - 22:54 | 制作局 |
| 北海道         | 札幌テレビ（STV）         | 日本テレビ系列                               | 水曜 21:02 - 22:54 | 札幌テレビ創立25周年・日本テレビ開局30年記念番組として1983年12月14日に本枠で放送された特別企画ドラマ『最後の航海－ある甲板長の退職』では制作局を務めた。 |
| 青森県         | 青森放送（RAB）           | 日本テレビ系列 テレビ朝日系列                | 水曜 21:02 - 22:54 | |
| 岩手県         | テレビ岩手（TVI）         | 日本テレビ系列                               | 水曜 21:02 - 22:54 | 1975年4月からネット開始。 （21時台は日本テレビの遅れネット、22時台NETテレビの同時ネット枠から移行したため。 1980年3月まで日本テレビ/テレビ朝日系列。）   |
| 宮城県         | ミヤギテレビ（mm34）      | 日本テレビ系列                               | 水曜 21:02 - 22:54 | 1975年10月からネット開始。（NETテレビのネット枠だったため）                                                                                              |
| 秋田県         | 秋田放送（ABS）           | 日本テレビ系列                               | 水曜 21:02 - 22:54 | |
| 山形県         | 山形放送（YBC）           | 日本テレビ系列                               | 水曜 21:00 - 22:54 | 1980年3月までネット。 （テレビ朝日系のネット枠に移行したため。）                                                                                         |
| 山形県         | 山形テレビ（YTS）         | フジテレビ系列                               | 水曜 21:02 - 22:54 | 1980年4月から1985年3月まで同時ネット |
| 山形県         | 山形テレビ（YTS）         | フジテレビ系列                               | 火曜 21:02 - 22:54 | 1985年4月3日から火曜日へ移動し、『火曜ロードショー』として時差ネット。 『金曜』移行後も1993年3月まで時差ネット。 現在はテレビ朝日系列。                  |
| 福島県         | 福島中央テレビ（FCT）     | 日本テレビ系列                               | 水曜 21:02 - 22:54 | 1975年10月1日ネット開始。 （21時台・22時台をNETテレビの同時ネット枠から変更したため。 1980年3月まで日本テレビ/テレビ朝日系列。）                         |
| 山梨県         | 山梨放送（YBS）           | 日本テレビ系列                               | 水曜 21:02 - 22:54 | |
| 新潟県         | 新潟総合テレビ（NST）     | フジテレビ系列 日本テレビ系列 テレビ朝日系列 | 日曜 21:00 - 22:52 | 1976年4月から1981年3月29日(日本テレビでは同月18日)まで『NST日曜ロードショー』として、11日遅れのビデオ送りネット。 現在はフジテレビ系列。                 |
| 新潟県         | テレビ新潟（TNN）         | 日本テレビ系列                               | 水曜 21:02 - 22:54 | ※実際には、NSTの遅れネットの都合で、1981年3月25日のサービス放送開始より                                                                                  |
| 長野県         | 信越放送（SBC）           | TBS系列                                      | 土曜 深夜          | テレビ信州開局後も放送 |
| 静岡県         | 静岡けんみんテレビ（SKT） | テレビ朝日系列 日本テレビ系列                | 金曜 21:00 - 22:54 | ※→静岡第一テレビ開局までネット |
| 静岡県         | 静岡第一テレビ（SDT）     | 日本テレビ系列                               | 水曜 21:02 - 22:54 | ※ |
| 富山県         | 北日本放送（KNB）         | 日本テレビ系列                               | 水曜 21:02 - 22:54 | |
| 石川県         | 北陸放送（MRO）           | TBS系列                                      | 曜日不明 深夜      | 放送開始・終了時期等詳細不明 |
| 福井県         | 福井放送（FBC）           | 日本テレビ系列                               | 水曜 21:02 - 22:54 | 現在は日本テレビ/テレビ朝日系列 |
| 中京広域圏     | 中京テレビ（CTV）         | 日本テレビ系列                               | 水曜 21:02 - 22:54 | 1973年3月まではNETテレビ系列 |
| 近畿広域圏     | 読売テレビ（YTV）         | 日本テレビ系列                               | 水曜 21:02 - 22:54 | |
| 鳥取県・島根県 | 日本海テレビ（NKT）       | 日本テレビ系列 テレビ朝日系列                | 水曜 21:02 - 22:54 | |
| 広島県         | 広島テレビ（HTV）         | 日本テレビ系列                               | 水曜 21:02 - 22:54 | |
| 山口県         | 山口放送（KRY）           | 日本テレビ系列 テレビ朝日系列                | 水曜 21:02 - 22:54 | |
| 徳島県         | 四国放送（JRT）           | 日本テレビ系列                               | 水曜 21:02 - 22:54 | 途中からネット開始（TBSのネット枠だったため） |
| 香川県・岡山県 | 西日本放送（RNC）         | 日本テレビ系列                               | 水曜 21:02 - 22:54 | |
| 愛媛県         | 南海放送（RNB）           | 日本テレビ系列                               | 水曜 21:02 - 22:54 | 途中からネット開始（TBS水曜劇場およびテレビ朝日特捜最前線の同時ネット枠だったため）                                                                      |
| 高知県         | 高知放送（RKC）           | 日本テレビ系列                               | 水曜 21:02 - 22:54 | |
| 福岡県         | 福岡放送（FBS）           | 日本テレビ系列                               | 水曜 21:02 - 22:54 | |
| 長崎県         | テレビ長崎（KTN）         | フジテレビ系列 日本テレビ系列                | 水曜 21:02 - 22:54 | 現在はフジテレビ系列。 |
| 熊本県         | 熊本放送（RKK）           | TBS系列                                      | 土曜 深夜          | くまもと県民テレビ開局までネット |
| 熊本県         | くまもと県民テレビ（KKT） | 日本テレビ系列                               | 水曜 21:02 - 22:54 | ※ |
| 宮崎県         | テレビ宮崎（UMK）         | フジテレビ系列 日本テレビ系列 テレビ朝日系列 | 日曜 午後          | 放送開始・終了時期等詳細不明 |
| 鹿児島県       | 南日本放送（MBC）         | TBS系列                                      | 土曜 23:35 - 25:30 | 1982年9月までネット |
| 鹿児島県       | 鹿児島テレビ（KTS）       | 日本テレビ系列 フジテレビ系列                | 水曜 21:02 - 22:54 | 1982年10月ネット開始。現在はフジテレビ系列。 |

- A枠の提供クレジットの後に「ご覧（後に御覧）の水曜ロードショーは全国○○局ネットでお送りしています」という画面が表示されていた（○○には放送日時点のネット局の数が入っていた。ただし時差ネット局はスポンサードネットの局のみ計上）。時差ネットでかつスポンサードネットであった山形テレビでは、表示されていた1枚絵も本放送は「ご覧の水曜ロードショーは全国○○局ネットでお送りしています」などとなっている所が、「この番組は全国○○局ネットでお送りしています」などと微妙にデザインが異なるものに差し替えていた。